# Most Stulecia (Panama)
Most Stulecia – (ang. Centennial Bridge, hiszp. Puente Centenario) – most drogowy przez Kanał Panamski na trasie Autostrady Panamerykańskiej w Panamie, spinający lądy obu kontynentów (Ameryki Północnej i Ameryki Południowej). Jest to drugi most przez Kanał Panamski położony 15 km na północ od pierwszego Mostu Ameryk.
Nazwa mostu nawiązuje do 100-lecia powstania państwa Panamy, które przypadło w dniu 3 listopada 2003 r., pomimo że most otwarty został 15 sierpnia 2004 r. w 90. rocznicę udostępnienia kanału dla żeglugi (pierwszym statkiem był amerykański statek towarowy Ancon w dniu 15 sierpnia 1914).
Jest to drogowy most wantowy z 6 pasami ruchu, po 3 pasy w każdym kierunku, o długości całkowitej 1,052 m, z głównym przęsłem o dł. 420 m podwieszonym do dwóch pylonów o wysokości 184 m. Wysokość mostu ponad lustrem wody wynosi 80 m aby umożliwić nawigację kanału przez duże statki handlowe.
Most odporny jest na trzęsienia ziemi często rejestrowane w tym rejonie. Zachodni pylon mostu wybudowany został w odległości 50 m od kanału aby umożliwić jego poszerzenie w przyszłości.
Oficjalnie otwarty w 2004 to udostępniony dla ruchu został 2 września 2005, po ukończeniu nowego odcinka autostrady wiodącego do budowli.